# Teodor Toeplitz (1875–1937)

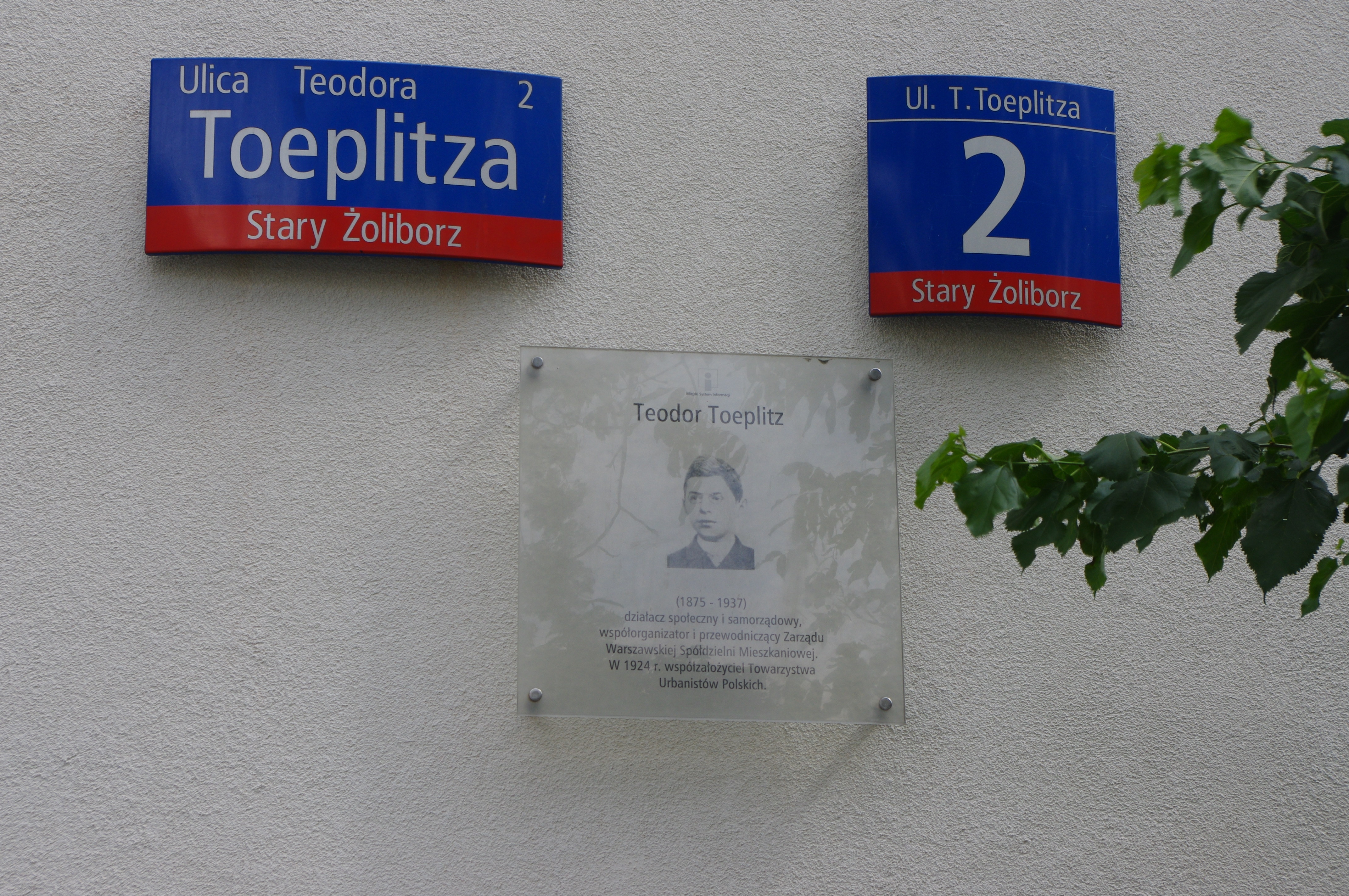
Tablica z nazwą ulicy Teodora Toeplitza w Warszawie wraz z tablicą Miejskiego Systemu Informacji

Teodor Toeplitz (ur. 21 czerwca?/3 lipca 1875 w Szepetówce, zm. 25 kwietnia 1937 w Otrębusach) – działacz spółdzielczy, radny miasta stołecznego Warszawy. Jeden z czołowych działaczy Warszawskiej Spółdzielni Mieszkaniowej.

## Życiorys
Urodził się w żydowskiej rodzinie pochodzącej z Czech, dawniej osiadłej w Lesznie, która na przełomie XVIII i XIX wieku przeniosła się do Warszawy. Był jednym z jedenaściorga dzieci Bonawentury (1831–1905), bratem Zygmunta (1864–1934), wnukiem Teodora (1793–1838).
W 1893 wyjechał do Berlina i tam studiował na politechnice, gdzie zetknął się z działaczami socjalistycznymi współtworzącymi pod redakcją Ignacego Daszyńskiego „Gazetę Robotniczą”. Zakazana działalność została wykryta przez władze i jej członkowie zostali relegowani z uczelni. Teodor Toeplitz powrócił w rodzinne strony, aby wkrótce udać się na studia do Antwerpii. W czasie studiów podróżował po Francji, Anglii i Szwajcarii. Po ukończeniu nauki powrócił do Warszawy, skąd wyjechał do Charkowa, aby tam zarządzać należącą do rodziny fabryką.
W 1914 powrócił do Warszawy i zaangażował się w sprawy społeczne i polityczne. Popierany przez Polską Partię Socjalistyczną został w 1916 członkiem Rady Miasta. Członek Centralnego Komitetu Narodowego w Warszawie (XI 1916 – II 1917). Był pracownikiem Rady Departamentu Pracy Tymczasowej Rady Stanu.
Od 1925 był działaczem Warszawskiej Spółdzielni Mieszkaniowej i jej wieloletnim prezesem. 1 kwietnia 1928 wziął udział w zebraniu założycieli Gdyńskiej Spółdzielni Mieszkaniowej, stając się tym samym jednym z członków jej zarządu. W 1928 współorganizował powstanie Społecznego Przedsiębiorstwa Budowlanego (od 1928 do 1934 pełnił funkcje jednoosobowego zarządu, a następnie przewodniczącego rady nadzorczej), a w 1937 był współorganizatorem Pierwszego Polskiego Kongresu Mieszkaniowego. W ramach zaangażowania spółdzielczego doprowadził do powstania Związku Miast Polskich, a także Towarzystwa Urbanistów Polskich. Wykładał politykę gruntową i prawo zabudowy w Wolnej Wszechnicy Polskiej w Warszawie. 

## Życie prywatne
W 1900 ożenił się z Heleną Odrzywolską, z którą miał czworo dzieci: Leona Kazimierza (1902–1991), Jadwigę (1904–1990), Jerzego Bonawenturę (1909–1995) i Ewę (1917–2009). Jego wnukiem był dziennikarz Krzysztof Teodor Toeplitz, syn Leona Kazimierza.

## Upamiętnienie
W 1939 roku jego imieniem nazwano ulicę na warszawskim Żoliborzu.